# Henning Schaller
Henning Schaller (* 21. Januar 1944 in Altenburg/Thüringen; † 24. Juli 2024 in Greifswald) war ein deutscher Bühnenbildner und Hochschullehrer.

## Leben und Wirken
Schaller studierte von 1962 bis 1967 Gebrauchsgrafik und anschließend bis 1972 Bühnen- und Kostümbild an der Kunsthochschule in Berlin-Weißensee bei Heinrich Kilger. Von 1972 bis 1974 war er Meisterschüler der Akademie der Künste bei Karl von Appen am Berliner Ensemble. Er erhielt 1973 ein erstes Engagement am Theater der Stadt Halle/Saale. Von 1974 bis 1977 war er als Bühnen- und Kostümbildner an der Volksbühne Berlin tätig, dort in Zusammenarbeit mit u. a. Fritz Marquardt, Jürgen Gosch, Siegfried Höchst, Thomas Langhoff. Von 1977 bis 1992 arbeitete er am Maxim-Gorki-Theater Berlin, ab 1980 als Chefbühnenbildner. Er war bis 1990 Mitglied des Verbands Bildender Künstler der DDR und 1977/1978 sowie 1987/1988 auf der Kunstausstellung der DDR in Dresden vertreten.
In der Wendezeit engagierte er sich auch politisch, wurde Mitglied des Neuen Forums, gehörte zu den Organisatoren der Alexanderplatz-Demonstration am 4. November 1989 und moderierte die Veranstaltung. 1992 wurde Schaller Professor für Bühnen- und Kostümbild an der Hochschule für Bildende Künste Dresden und 1999 Leiter der dortigen Fachklasse Bühnen- und Kostümbild. Daneben war er von 1996 bis 1999 Chefbühnenbildner am Staatsschauspiel Dresden. Zu Schallers Schülern gehörte Andy Besuch.